# Senecio sylvaticus
Senecio sylvaticus es una planta de la familia de las asteráceas.

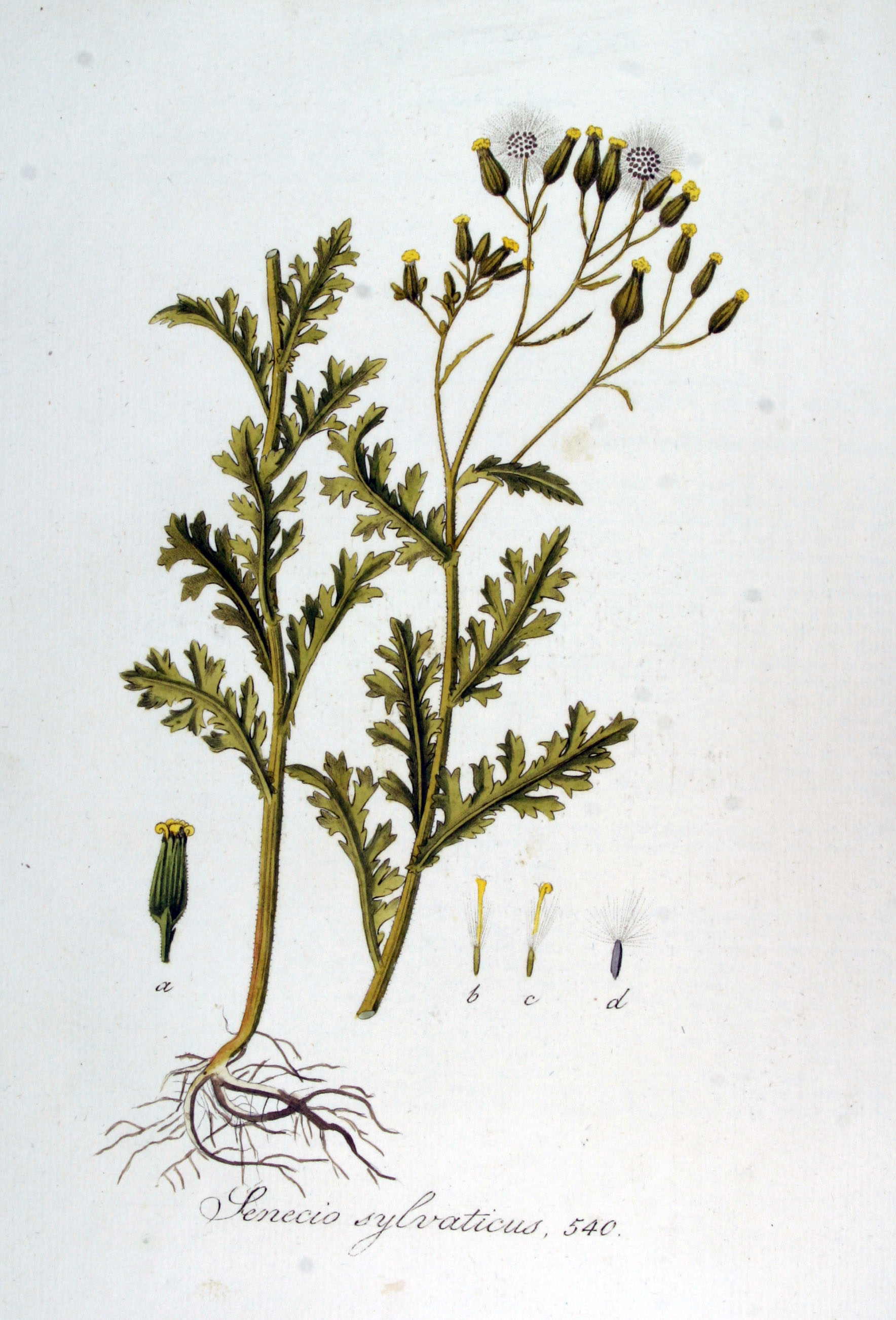
Ilustración

## Caracteres
Anual, erecta, de hasta 70 cm, de tallo estriado peloso, peloso-glandular por arriba, pero no viscoso. Hojas irregularmente divididas, las hojas inferiores oblanceoladas en su contorno y abrazadoras. Muchos capítulos, de 4-6 mm de diámetro, en una inflorescencia grande de parte superior plana. Flores liguladas con lóbulos muy cortos enrollados hacia abajo; brácteas involucrales peloso-glandulares, de hasta 1 cm, las brácteas externas de 1-2 mm. Frutos pelosos. Florece a finales de primavera y durante el verano.

## Hábitat
Linderos de los bosques, brezales, terreno removido.

## Distribución
Extendida por Europa, excepto Islandia, Turquía, Albania y Grecia.

## Taxonomía
Senecio sylvaticus fue descrita por  Carlos Linneo  y publicado en Species Plantarum 2: 868. 1753.
Etimología
Ver: Senecio
sylvaticus: epíteto latíno que significa "que crece en los bosques".
Sinonimia
- Senecio areolatus Colenso	[4]